# Communauté rurale de Sansamba
La communauté rurale de Sansamba est une communauté rurale du Sénégal située en Casamance, au sud du pays. 
Elle fait partie de l'arrondissement de Djibabouya, du département de Sédhiou et de la région de Sédhiou.
Lors du dernier recensement, la CR comptait 16 192 personnes et 1 499 ménages.